# Luis Muriel
Luis Fernando Muriel Fruto (n. 16 aprilie 1991, Santo Tomás⁠(d), Departamentul Atlántico, Columbia) este un fotbalist columbian care evoluează în Major League Soccer la clubul Orlando City SC pe postul de atacant.

## Statistici

### Internațional
| Națională | An    | Apariți | Goluri |
| --------- | ----- | ------- | ------ |
| Columbia  | 2012  | 1       | 0      |
| Columbia  | 2013  | 4       | 1      |
| Columbia  | 2014  | 0       | 0      |
| Columbia  | 2015  | 3       | 0      |
| Columbia  | 2016  | 6       | 0      |
| Columbia  | 2017  | 3       | 0      |
| Columbia  | 2018  | 5       | 1      |
| Columbia  | 2019  | 10      | 3      |
| Columbia  | 2020  | 4       | 2      |
| Columbia  | 2021  | 8       | 1      |
| Columbia  | 2022  | 1       | 0      |
| Total     | Total | 45      | 8      |